# Praia de Benagil
Praia de Benagil
A Praia de Benagil é uma praia situada em Benagil, na zona costeira do município de Lagoa, no Algarve.

## Descrição
É conhecida pela possibilidade de nela se poder desfrutar do sol e da água transparente, comer um gelado ou dar umas braçadas, sempre num ambiente familiar.
Na entrada, amontoado de barcos é de tal ordem que se pode duvidar da existência do areal, mas este está escondido atrás das popas e proas. Na maré cheia, a água quase alcança as rochas, apanhando os banhistas desprevenidos.
Em 2014 o areal da praia foi aumentado na sua largura, possibilitando maior espaço e segurança ao seus utilizadores. 
É praia vizinha da internacionalmente famosa Praia da Marinha.

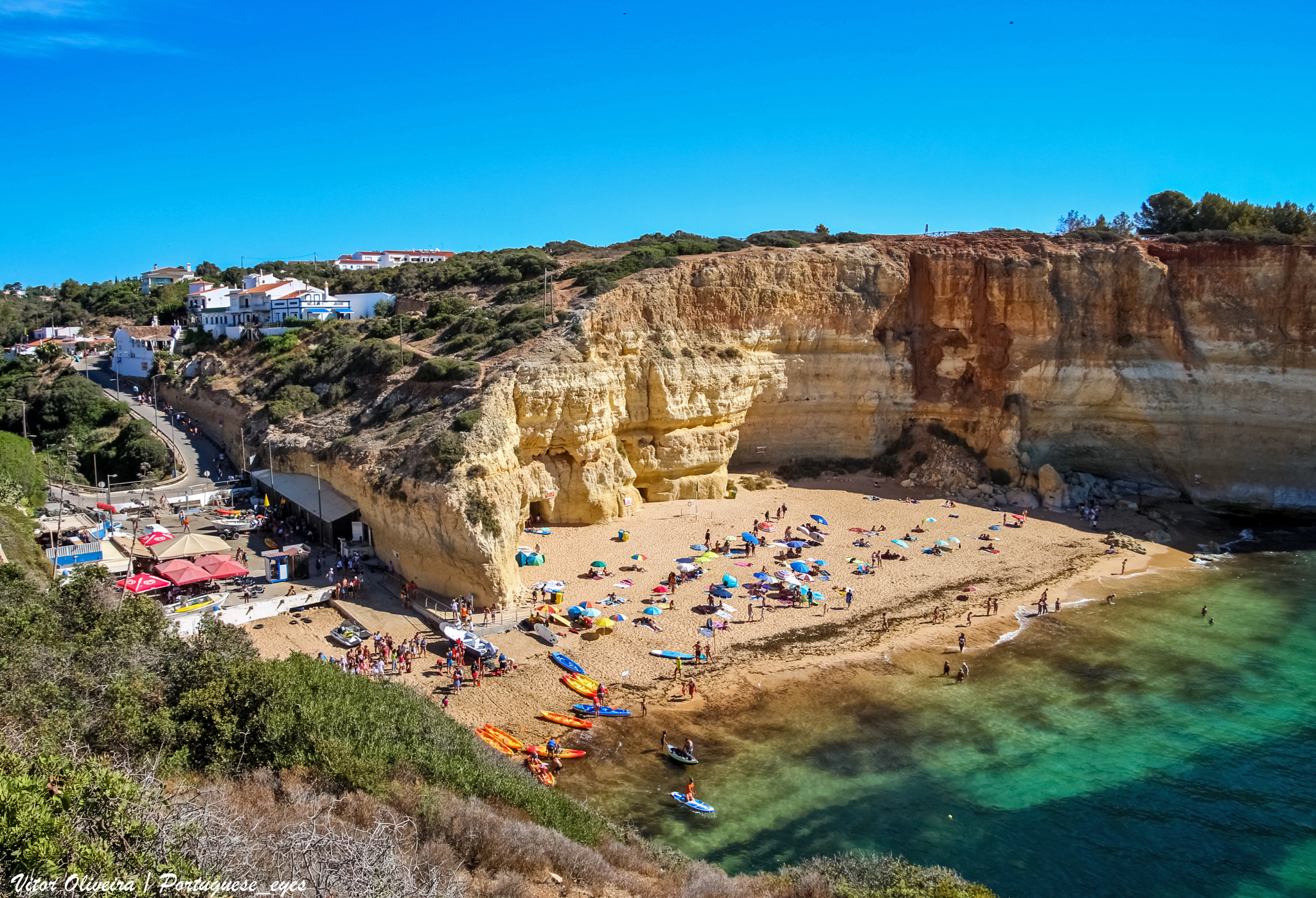
A praia de Benagil
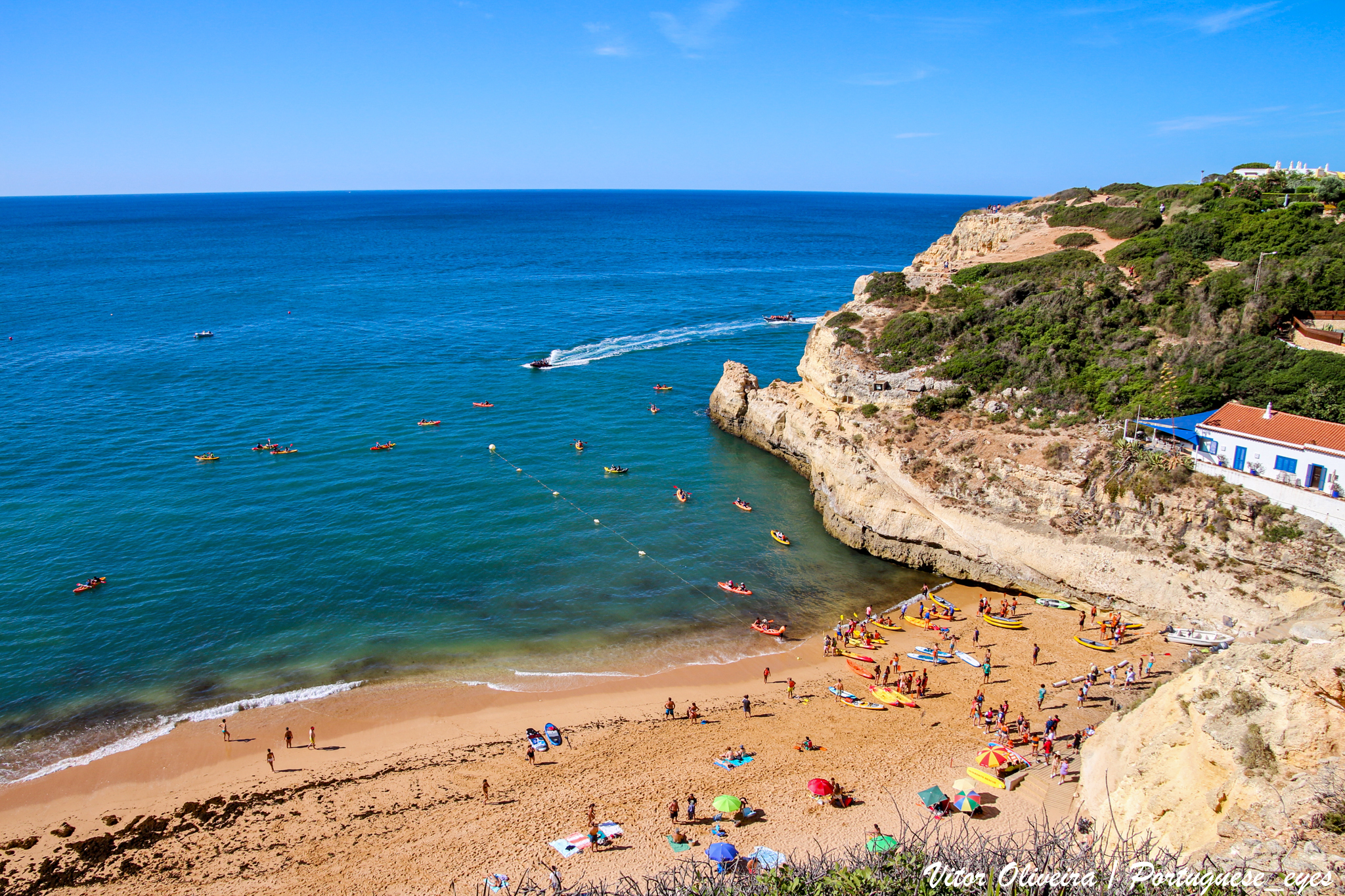
A praia de Benagil
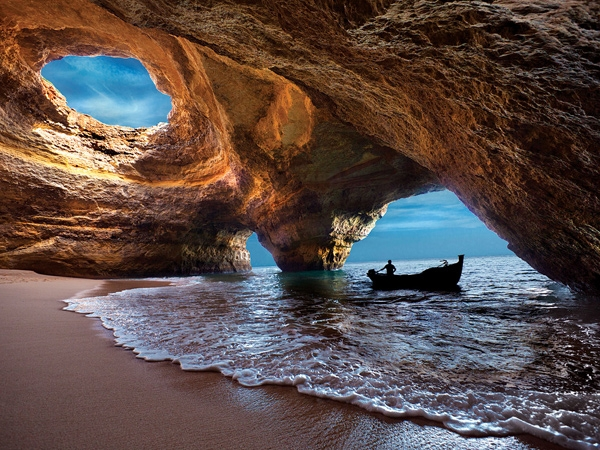
Entrada da gruta com o algar de Benagil